# جوزيه روي
جوزيه روي هو اقتصادي وسياسي فلبيني، ولد في 19 يوليو 1904 في الفلبين، وتوفي في 1985. حزبياً، نشط في بارتيدو ليبرال (بيليبيناس). وقد انتخب عضو مجلس النواب في الفلبين.